# Anne de Pisseleu, duchesse d'Étampes
Anne de Pisseleu, duchesse d'Étampes est un tableau de Corneille de Lyon réalisé vers 1535-1540.

## Description
« Les bijoux et les broderies y sont peints d'une main vive et légère. La chevelure, à gauche du visage, est juste esquissée, le fond est peint à grands coups de pinceau dont on n'a pas effacé la trace. Il se peut qu'un nettoyage trop violent ait fait disparaître les glacis de surface. ».

## Analyse
Ce portrait d'une jeune femme aux habits richement ornés est vêtue à un mode qui permet d'estimer le tableau de la seconde moitié des années 1530. Bouchot, en 1904, date ce tableau de 1548 et estime qu'il ne peut s'agir d'Anne de Pisseleu, absente de la cour royale après la mort de François Ier. Dubois de Groër remarque toutefois qu'il est très proche des dessins représentant la duchesse d'Étampes conservés au musée Condé de Chantilly et Dimier appuie cette reconnaissance avec le fait que le bijou en forme de « A » qu'elle porte est identique à celui représenté sur son portrait du musée de Vienne. La cour ayant fait de nombreux voyages à Lyon en 1537 et 1538, il est probable que ce portrait date de cette époque.
En comparaison du portrait du musée de Vienne, celui de New York est plus vivant, peint avec plus de légèreté. Le traitement du costume et du visage rapproche cette œuvre des portraits de la marquise de Rothelin (DdG no 25) ou du tableau de Cleveland (DdG no 27). Dubois de Groër signale l'existence d'une copie du tableau dans une collection particulière, qui a fait partie de la collection G. de Montbrison lors de l'exposition de Paris de 1904.